# Nagyágit
A nagyágit magyar szempontból igen fontos ásvány. Az Erdélyi-érchegységben lévő Nagyág nevű faluról nevezték el (román neve Săcărâmb). A nagyágit arany-, ólom-, antimon- és tellúrtartalmú szulfid, de magas tellúrtartalma miatt a nemesfém-telluridok közé is sorolják. Ez az az ásvány, amelyben felfedezték a tellúr kémiai elemet.

## Kémiai és fizikai tulajdonságai
- Képlete: [Pb(Pb,Sb)S2][(Au,Te)][1]
- Kristályrendszere: monoklin (áltetragonális)
- Sűrűsége: 7,35–7,49 g/cm³.
- Keménysége: 1–1,5  igen lágy ásvány (a Mohs-féle keménységi skála szerint).
- Hasadása: lemezek mentén.
- Színe: ólomszürke fémes fényű.
- Elméleti arany tartalma:  7,5%.
- Elméleti antimon tartalma:  7,4%.
- Elméleti tellúr tartalma:  17,7%.
- Elméleti ólom tartalma:  56,8%.
- Elméleti kén tartalma:  10,7%.

## Keletkezése és előfordulásai
Hidrotermás eredetű.
Erdélyben Nagyág és Aranyosbánya (Offenbánya) bányáiban található, utóbbi helyen többek között termésarany, termésezüst, terméstellúr, nemesfém-telluridok (pl. krennerit, szilvanit), pirit, tetraedrit, fluorit, szfalerit és galenit társaságában.
Az Amerikai Egyesült Államokban ismert lelőhelye a Colorado állambeli Cripple Creek, a Kalifornia állambeli Coffee Creek.

## Magyarországi előfordulása és a tellúr felfedezése
Hazánkban Nagybörzsöny bányáiban egy vékony érccsíkban szilvanit és szfalerit társaságában találták meg. Három jeles kutató is szerepel a tellúrnak, az egyetlen magyarországi felfedezésű kémiai elemnek a felfedezés-történetében. Valószínűleg Müller Ferenc bányamérnök volt az első, aki 1783-ban fölismerte. Müller az erdélyi bányászat vezetője volt. 1789-ben, függetlenül Müllertől, Kitaibel Pál is felfedezte, de nagybörzsönyi ércekben. Harmadikként Born Ignác találta meg és írta le. A szakirodalomban Martin Heinrich Klaproth leírása nyomán vált ismertté és ő is adott nevet az új elemnek.